# Азербайджано-хорватские отношения
Азербайджано-хорватские отношения — двусторонние дипломатические отношения между Азербайджаном и Республикой Хорватия в политической, социально-экономической, культурной и иных сферах.

## Дипломатические отношения
Хорватия признало независимость Азербайджана 28 декабря 1991 года. Дипломатические отношения между Азербайджаном и Хорватией впервые были установлены 26 января 1995 года.
Посольство Азербайджана в Хорватии действует с февраля 2011 года.
С апреля 2019 года дипломатическое представительство Хорватии в Азербайджане находилось в городе Анкара (Турция). Позже оно переехало в Баку.
29 апреля 2019 года открыто посольство Хорватии в Азербайджане.
5 декабря 2000 года в парламенте Азербайджана учреждена рабочая группа по отношениям с Хорватией. Руководитель группы — Кёнуль Нуруллаева.
С 2008 года в Хорватском саборе действует группа дружбы с Азербайджаном. Руководителем группы является Любиця Максимчук.
На международном уровне сотрудничество осуществляется в рамках различных международных организаций: ООН, ОБСЕ, Совет Европы, Европейский Союз.
Хорватия поддерживает позицию Азербайджана в вопросе Нагорно-Карабахского конфликта. Также Правительство Хорватии признаёт территориальную целостность Азербайджана.
Осуществляется сотрудничество в таких сферах, как торговля, судостроение, транспорт, сельское хозяйство, туризм, энергетика (Южный газовый коридор), безопасность.
5 ноября 2012 года в ходе официального визита азербайджанской делегации в Хорватию состоялась встреча между министром экономического развития Азербайджаа Шахин Мустафаев и хорватскими государственными чиновниками. Было отмечено, что основными сферами совместной деятельности двух государств являются энергетика, туризм и транспорт. В рамках визита была проведена азербайджано-хорватская экономическая конференция на тему «Перспективы будущего экономического сотрудничества». Были подписаны соглашение об избежании двойного налогообложения, соглашение об устранении визового режима для обладателей дипломатических и служебных паспортов, меморандум о сотрудничестве в области борьбы с минами и гуманитарного разминирования.
15 апреля 2015 года распоряжением Президента Азербайджана был утверждён состав Совместной комиссии по содействию экономическому сотрудничеству между правительством Азербайджана и правительством Хорватии. Новый состав комиссии был утвержден Азербайджаном 17 марта 2018 года.

## Договорно-правовая база
Между Азербайджаном и Хорватией подписано 25 документов. Основными из них являются:
- Соглашение о поощрении и взаимной защите инвестиций (2 октября 2007 года; вступило в силу в феврале 2008 года)
- Соглашение о совместном производстве[16]
- Соглашение о культурном сотрудничестве (10 июня 2005 года; вступило в силу 9 января 2008 года)
- Протокол о сотрудничестве между Дипломатической академией Хорватии и Дипломатической академией Азербайджана (2 октября 2007)
- меморандум о сотрудничестве между Министерством экономики, труда и предпринимательства Хорватии и Министерством экономического развития Азербайджана (2 октября 2007)[17].
- меморандум о взаимопонимании между SOCAR и Хорватией, Албанией, Боснией и Герцеговиной, Черногорией о реализации проекта строительства Ионическо-Адриатического трубопровода[англ.] (август 2016)[18].
- проект меморандума о взаимопонимании по сотрудничеству между Министерством сельского хозяйства Азербайджана и Министерством сельского хозяйства Хорватии (6 сентября 2018 года)[3].

## Двусторонние визиты
В рамках официального визита Ильхама Алиева в Хорватию в 2013 году, была подписана Загребская декларация о стратегическом партнерстве и дружественных отношениях.
7 - 8 июля 2015 года министр иностранных дел Азербайджана Эльмар Мамедъяров пребывал в Хорватии с официальным визитом.
23 - 25 октября 2016 года Президент Хорватии Колинда Грабар-Китарович нанёс официальный визит в Азербайджан.
5 - 6 сентября 2018 года Президент Азербайджана Ильхам Алиев нанёс официальный визит в Хорватию.
29 апреля 2019 года заместитель премьер-министра, министр иностранных дел и европейских дел Хорватии Мария Пейчинович-Бурич нанесла официальный визит в Азербайджан.

## В области экономики
11 марта 2013 года в Загребе была создана совместная комиссия по экономическому сотрудничеству.
28 ноября 2017 года в Баку состоялось первое заседание совместной комиссии по экономическому сотрудничеству между двумя странами.
В Азербайджане функционирует 20 хорватских компаний в сфере ИКТ, нефтяной промышленности, энергетики, инфраструктуры железных дорог. Компании Хорватии совместно с Министерством экономики Азербайджана реализуют проекты малых гидроэлектростанций в Азербайджане.
В августе 2014 года хорватская компания «Adria Mar» осуществила ремонт подводных лодок Азербайджана.
29 апреля 2019 года по инициативе Азербайджанского фонда поощрения экспорта и инвестиций и при поддержке Министерства экономики Азербайджана был проведён совместный азербайджано-хорватский бизнес-форум. На форуме приняли участие представители более 80 предприятий, действующих в различных сферах. В рамках форума состоялась встреча Эльмара Мамедъярова с Марией Пейчинович Бурич. Была проведена совместная пресс-конференция.
1 сентября 2024 года ГНКАР начаты поставки газа в Хорватию.

### Товарооборот
В 2016 году товарооборот между двумя странами составил 284 700 долл. США, из которых 51 200 долл. пришлось на импорт товаров в Азербайджан, экспорт в Хорватию достиг 233 500 долларов. В январе-сентябре 2017 года товарооборот между странами составил 105 000 долларов.
Согласно статистическим данным торгового отделения Организации Объединённых Наций (COMTRADE), в 2019 году объём экспорта из Хорватии составил 436.55 долларов США.
Товарооборот (тыс. долл. США)
| Годы | Импорт   | Экспорт   | Товарооборот | Сальдо    |
| ---- | -------- | --------- | ------------ | --------- |
| 2014 | 11 298.6 | 311 673.3 | 322 971.9    | 300 374.7 |
| 2015 | 1 369.9  | 199 208.6 | 200 518.5    | 197 838.7 |
| 2016 | 51 182.5 | 233 539.1 | 284 721.6    | 182 356.6 |
| 2017 | 1 434.3  | 174 262.9 | 175 697.2    | 172 828.6 |
| 2018 | 827.4    | 89 190.7  | 90 018.1     | 88 363.2  |

Товарооборот (тыс. долл США)
| Год  | Экспорт Азербайджана | Импорт Азербайджана | Сумма товарооборота |
| ---- | -------------------- | ------------------- | ------------------- |
| 2020 | 470 818,94           | 2 417,22            | 473 236,16          |
| 2021 | 751 278,75           | 3 376,28            | 754 655,03          |
| 2022 | 952 396,70           | 11 724,92           | 964 121,62          |
| 2023 | 590 440,45           | 4 785,05            | 595 225,5           |
| 2024 | 873 440,82           | 5 312,14            | 878 752,96          |

Состав экспорта Хорватии: медикаменты, части трансформаторов, различное оборудование
Состав экспорта Азербайджана: сырая нефть и реактивное керосиновое топливо, газ

## В области культуры
С 4 июля 2012 года функционирует хорватско-азербайджанская группа дружбы. Председателем группы является экс-президент Хорватии Степан Месич.
В 2013 году были заключены соглашения о совместной деятельности между Загребским университетом и Бакинским государственным университетом, а также с Бакинским славянским университетом.
В 2014 году при факультете гуманитарных и социальных наук Загребского университета начали функционировать курсы азербайджанского языка.
Планируется сотрудничество в рамках проекта «Риека — Европейская культурная столица 2020 года».
Члены посольства Азербайджана в Хорватии принимают участие в международном фестивале Марко Поло имени «Шелковый путь — путь к диалогу», который ежегодно проходит в городе Корчула. В рамках фестиваля демонстрируются документальные и художественные фильмы, посвящённые азербайджанской культуре.
30 июля 2019 года в Загребе было подписано соглашение о сотрудничестве и обмене опытом в области спорта между бакинским футбольным клубом Сабах и загребским футбольным клубом Динамо.
На хорватском языке издана книга о Ходжалинской трагедии.